# Liste de mets à base de volailles
 (février 2016).
Les mets à base de volailles sont préparés de diverses manières dans de très nombreuses cultures.
Le poulet est l'une des viandes les plus consommées parce que peu dispendieuse. La caille, le pigeon, la pintade, le canard, la dinde et l'oie sont eux aussi cuisinés.

## Caille
- Brouet de cailles

## Canard
- Alicuit

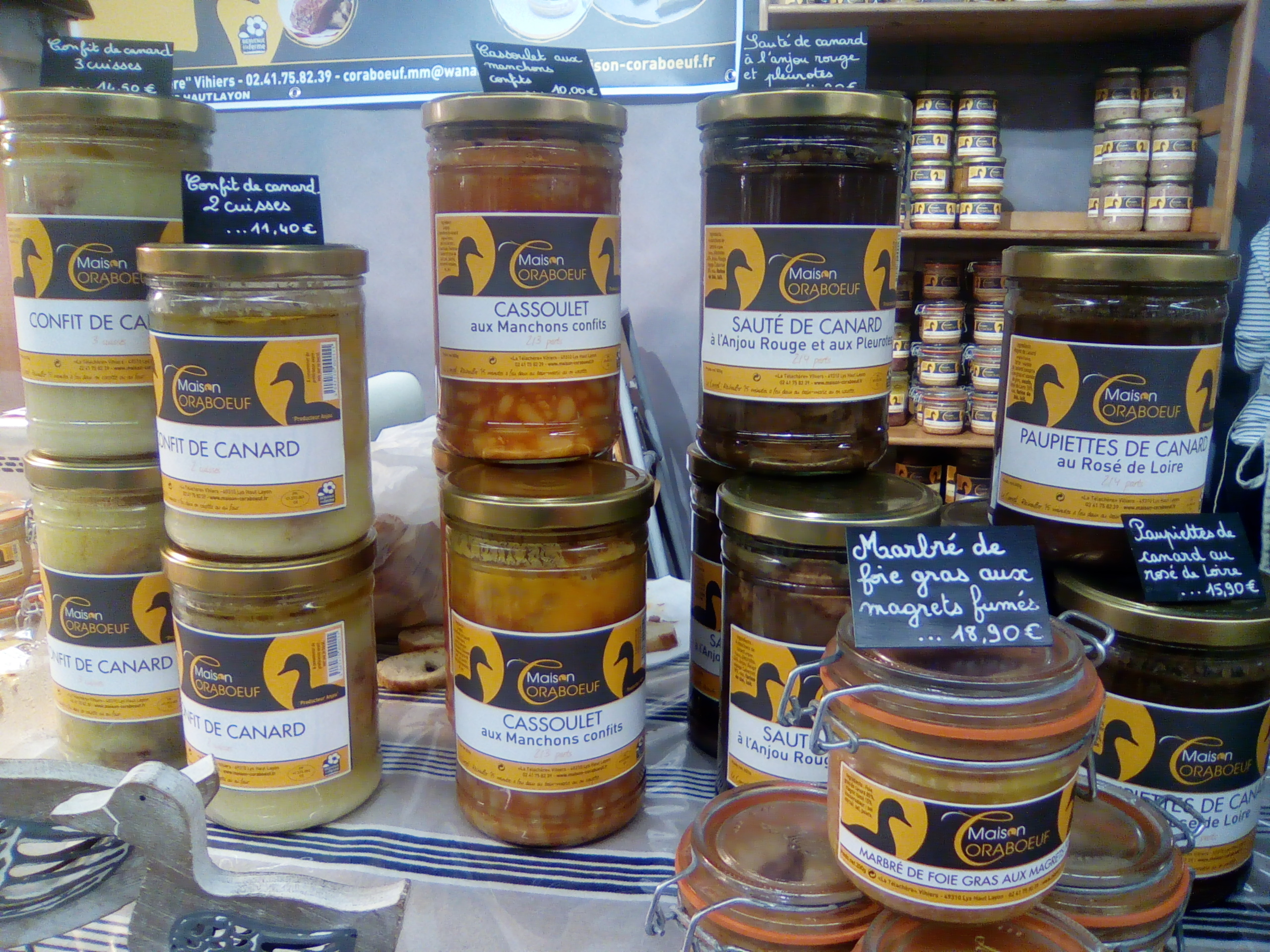
Stand présentant du confit, du cassoulet, du foie gras et d'autres spécialités à base de viande de canard.

- Aiguillettes (grillées, au poivre…)
- Canard à l'orange
- Canard au sang
- Canard laqué
- Canard laqué de Pékin
- Canard braisé aux Montmorency
- Canard aux navets
- Canard Zhangcha
- Cassoulet
- Confit de canard
- Crépinette
- Fessendjan
- Foie gras
- Garbure
- Magret de canard
- Magret séché
- Mousse de foie de canard au porto
- Pâté de canard d'Amiens
- Rillettes de canard (grillon de canard)
- Salade de gésiers
- Salade périgourdine
- Sauce rouennaise

## Dinde
- Dinde de Noël
- Dinde aux marrons
- Turducken

## Poulet
- Bréchets de poulets
- Coq au vin (Bourgogne)
- Coq au vin jaune (Franche-Comté)
- Fondue bressane
- Poularde demi-deuil
- Poule au blanc (Normandie)
- Poule au pot

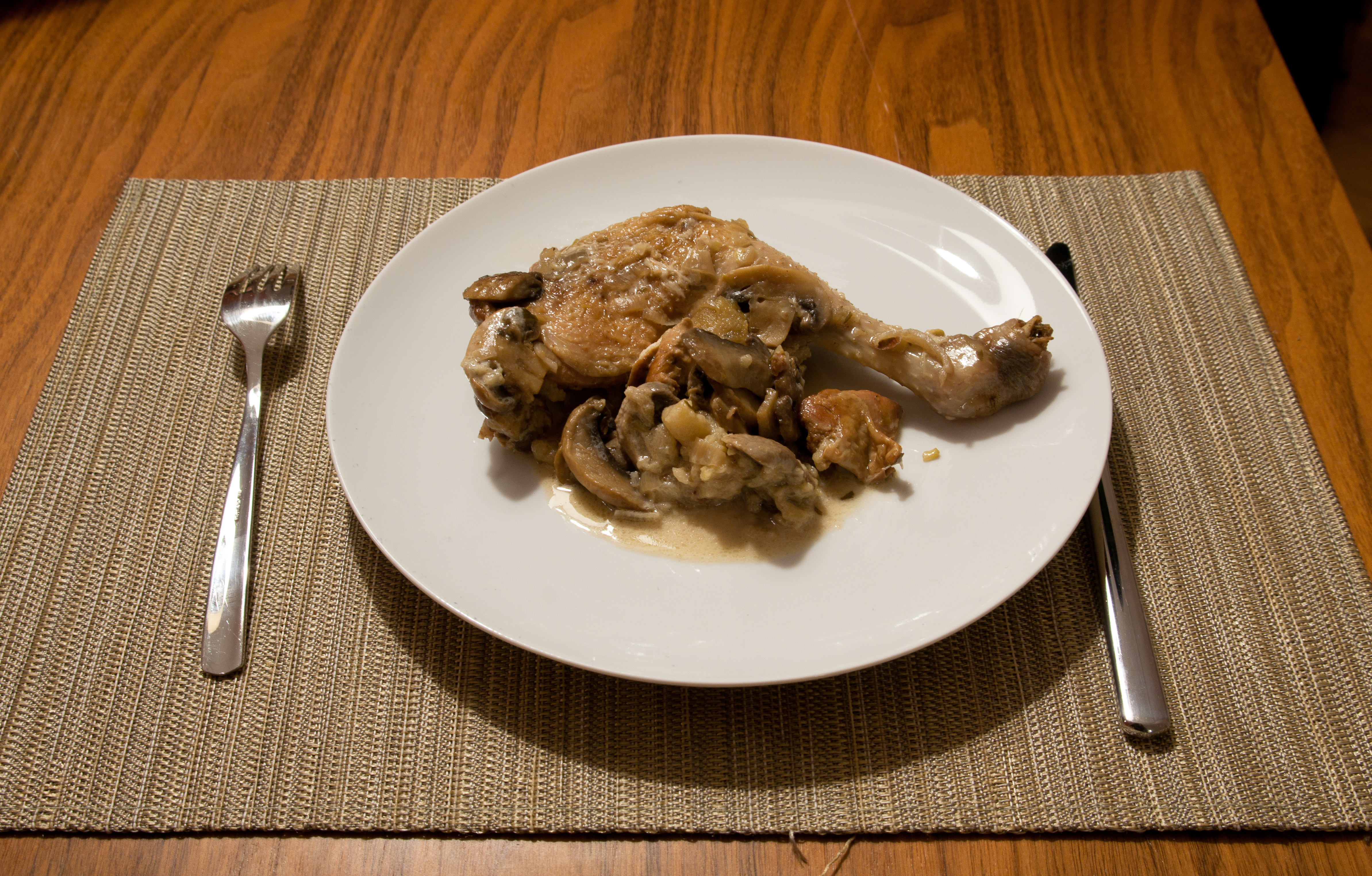
Poulet vallée d'Auge.

- Poulet à la cancoillotte (Franche-Comté)
- Poularde aux morilles (Franche-Comté)
- Poulet à la comtoise (Franche-Comté)
- Poulet au citron
- Poulet basquaise (Pays basque)
- Poulet braisé
- Poulet chasseur
- Poulet à l'estragon
- Poulet rôti
- Poulet vallée d'Auge
- Poulet au vinaigre

## Oie
- Confit d'oie
- Foie gras
- Oie en daube
- Rillettes d'oie